# بالکن (نمایشنامه)

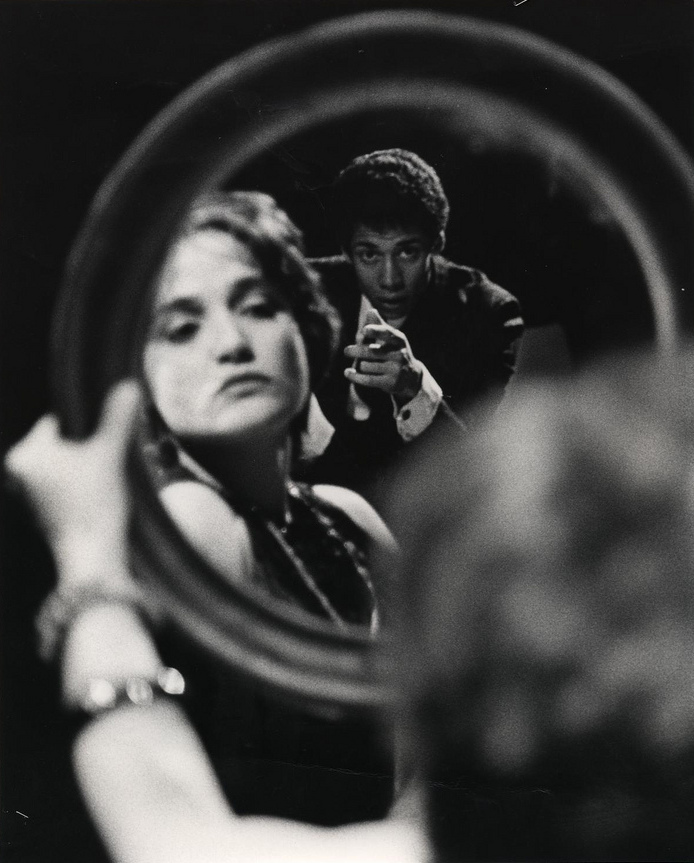
آنجلیکا روکاس در نمایی از بالکن

بالکُن نمایشنامه‌ای است از ژان ژنه.